# غوستاف ويليام
غوستاف ويليام (بالفرنسية: Gustave Guillaume)‏ هو لغوي فرنسي، ولد في 16 ديسمبر 1883 في باريس في فرنسا، وتوفي بنفس المكان في 3 فبراير 1960.